# Grupo pendiente
| Definición IUPAC Grupo pendiente Grupo lateral Ramificación de una cadena que no es oligomérica ni polimérica |

Un grupo pendiente o grupo lateral es un grupo de moléculas que se repiten y están unidas a una cadena principal. Usualmente, esta molécula es un polímero. Los grupos pendientes son diferentes de las cadenas laterales debido a que no son oligoméricas ni poliméricas. Esto significa que no están conformadas por pequeñas partes o monómeros y por lo tanto, son mucho más pequeñas que la cadena principal.

En una cadena de poliestireno, los grupos fenilo son los grupos pendientes.

Algunos grupos pendientes grandes y voluminosos como el adamantano usualmente sirven para aumentar la temperatura de transición vítrea (Tg) de un polímero al prevenir que las cadenas se sobrepongan fácilmente. Algunos grupos alquilo pequeños pueden disminuir la Tg por un efecto lubricante.
Es importante recalcar que para que el grupo pendiente sea considerado como tal, debe estar presente en cada unidad de repetición (monómero) de la cadena principal.